# Jbel Gurugú

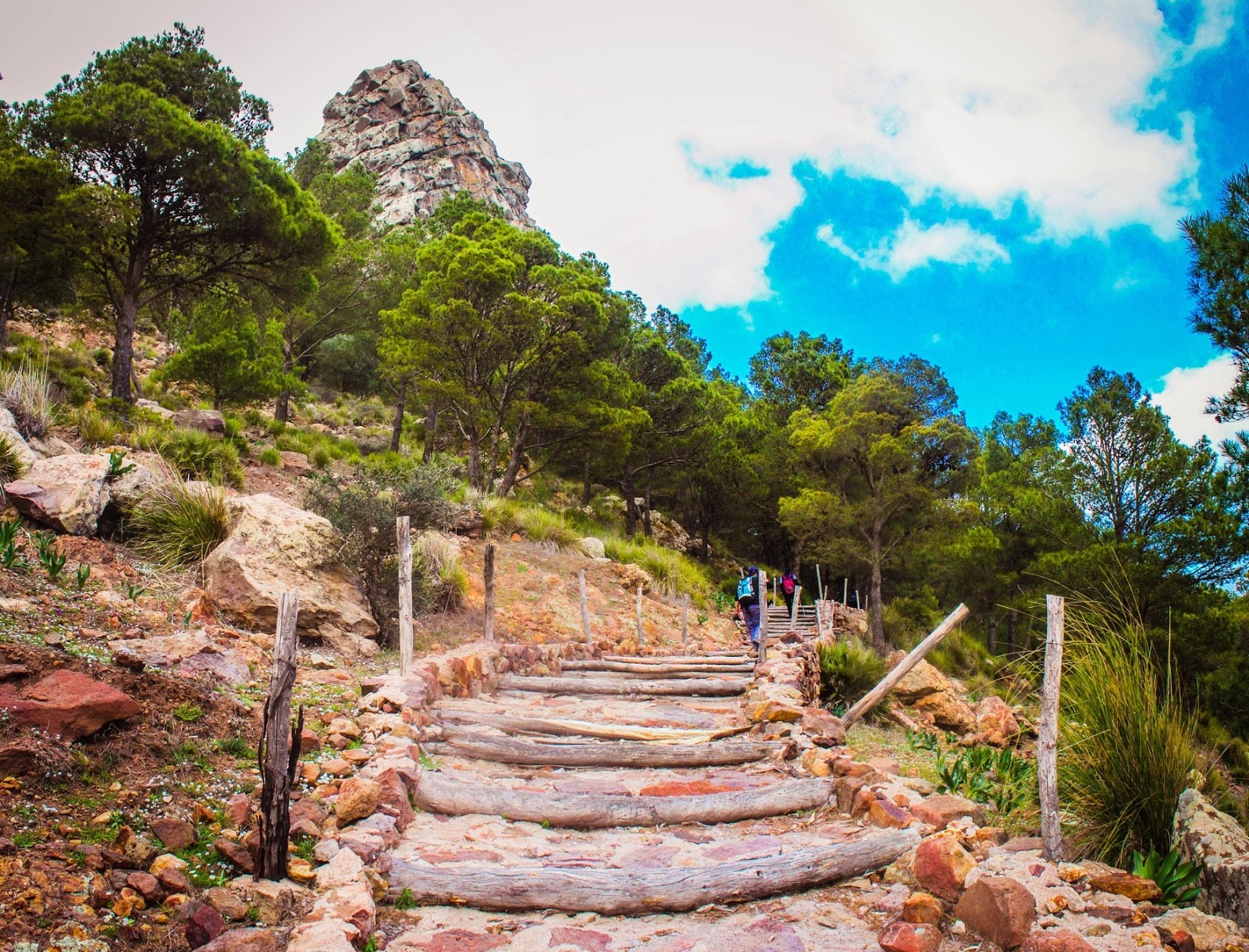
Besteigung des Jbel Gurugú

Der Jbel Gurugú (französisch Gourougou, arabisch جبل_كوروكو) ist ein zerklüfteter 892 m hoher Bergstock vulkanischen Ursprungs im Osten des Rifgebirges in der Provinz Nador im Norden Marokkos.

## Lage
Der Jbel Gurugú liegt auf der ins Mittelmeer hineinragenden Halbinsel des Cap des trois Fourches. Er ist nur etwa 10 km (Luftlinie) bzw. etwa 20 km (Fahrtstrecke) von der spanischen Exklave Melilla bzw. von der marokkanischen Stadt Nador entfernt. Nördlich des Berges liegt die Gemeinde Beni Chiker, im Süden befindet sich die Stadt Zeghanghane. 

## Migranten
Auf dem bewaldeten Berg gibt es zahlreiche Flüchtlingscamps aus improvisierten Zelten, in denen sich insgesamt bis zu 1000 Personen aufhalten. Sie werden von Hilfsorganisationen versorgt und von der marokkanischen Polizei weitgehend ignoriert, da sie sowieso das Land in Richtung Melilla und somit Europa verlassen wollen.

## Geschichte
Von 1912 bis 1956 gehörte das Gebiet politisch und wirtschaftlich zu Spanisch-Marokko. Die im Jahr 1921 zwischen spanischen Militäreinheiten und Rifberbern unter Abd al-Karim ausgetragene Schlacht von Annual fand teilweise auf dem Gebiet des Jbel Gurugú statt.

## Besteigung
Eine Besteigung des Berges ist von Beni Chiker oder von Zeghanghane aus möglich. Die meisten Besucher fahren jedoch von Nador oder Melilla aus bis kurz unterhalb des Gipfels mit dem Auto. Der eigentliche Gipfel liegt auf einer vulkanischen Felsspitze und ist nur für Kletterer zu erreichen.